# Martín Soarez (trovador)
Martin Soarez (también Martim Soares) fue un trovador portugués del siglo XIII que estuvo activo en las cortes de Fernando III y Alfonso X.

## Biografía
Se cree que nació en Riba de Lima en torno al año 1200. Desciende de una familia noble vasalla de los Parada, siendo el primer documento conservado con su nombre, una venta de su señor Martín García de Parada al monasterio de Santa Cruz de Coímbra.
Tomó parte por Sancho II en la guerra civil portuguesa de 1245, tras ganar Alfonso III se trasladó a la corte castellana de Fernando III, como muchos otros nobles portugueses del bando perdedor. En los ambientes artísticos fomentados por Fernando III y Alfonso X compone la mayor parte de su producción conservada, es en ellos en donde entabla relación con Pero da Ponte, Afonso Eanes do Coton, Roi Gómez de Briteiros, Paio Soares de Taveirós y el juglar Lopo.
Regresó a Portugal sobre el año 1260, ya casado y con un hijo, estableciéndose por la zona de Extremadura. El último documento en el que figura es una donación en 1262, por lo que se estima que falleció en torno al año 1263.

## Obra
Se conservan 39 cantigas: 22 son cantigas de amor y 17 son cantigas de escarnio y maldecir. Varias de las cantigas de escarnio se centran en personas que no dominan el arte de trovar y contra los malos juglares, en especial el juglar Lopo.